# Kubanische Literatur
Die kubanische Literatur ist die spanischsprachige Literatur Kubas und als solche Teil der hispanoamerikanischen Literatur. Sie ist eine der profiliertesten, bedeutendsten und einflussreichsten Literaturen Lateinamerikas und ein wichtiges Element spanischsprachiger Literatur insgesamt mit zeitweise starker Ausstrahlung ins übrige Lateinamerika und nach Europa sowie der afroamerikanischen Literatur. Von Beginn an schließt sie auch eine umfangreiche Exilliteratur ein, wobei bevorzugte Exilländer Frankreich, Mexiko und später Spanien und die USA waren bzw. immer noch sind. Zahlreiche Autoren kehrten aber auch wieder aus dem Exil in ihre Heimat zurück. So erhält die kubanische Literatur von Anfang an ein transkulturelles Moment.

## Kolonialzeit (bis 1898)
Kuba war von allen spanischsprachigen Ländern Lateinamerikas die längste Zeit Kolonie (und später US-amerikanische Halbkolonie) und behielt auch die Sklavenhaltung länger bei als andere hispanoamerikanische Staaten, nämlich bis 1880/86. Dies hinterließ seine Spuren in der Literatur. So entstanden zwar sehr früh erste nationalrevolutionäre Periodika, z. B. die 1824–1826 in den USA herausgegebene Zeitschrift El Habanero. Doch war Kuba nie so monokulturell deformiert und auf Exporte in das Mutterland ausgerichtet wie etwa die britischen und französischen Kolonien in der Karibik oder Hispaniola. Auch betrug der Anteil der Sklaven an der Bevölkerung nie über 50 Prozent, und in den Städten konnten sie sich freikaufen oder wurden früher freigelassen. So blieb genug Zeit für eine allmähliche kreolische Identitätskonstruktion. Auch bildete sich auf Kuba keine Kreolsprache aus (oder nur ansatzweise in der Provinz Oriente), da es für die schwarzen Sklaven attraktiv war, im Hinblick auf einen Freikauf Spanisch zu erlernen.
Ein großer Teil der Bevölkerung blieb in den revolutionären Wirren Lateinamerikas um 1820 königstreu, nicht zuletzt weil man daran gut verdiente und die Krone von den Zahlungen aus Kuba abhängig war – die Insel war die „Milchkuh des Imperiums“. Doch war es auch die Furcht vor einem Sklavenaufstand wie in Santo Domingo, die das Verlangen nach Unabhängigkeit dämpfte: „Kuba bleibt spanisch oder wird schwarz“, hieß es.

### 17. und 18. Jahrhundert
Als das älteste erhaltene Dokument kubanischer Literatur wird das epische Gedicht Espejo de paciencia („Spiegel der Geduld“) von Silvestre de Balboa aus dem Jahr 1608 über die Gefangennahme des Bischofs in der heutigen Provinz Camagüey durch französische Piraten und seine Befreiung durch afrokubanische Sklaven aus Bayamo angesehen. Der auf Gran Canaria geborene Autor, über den man sehr wenig weiß, war sich dabei der besonderen Probleme der Kolonialgesellschaft und der ethnischen Zusammensetzung des Landes bewusst. Da das Manuskript erst 1836 aufgefunden wurde und Bezüge zur damaligen Situation Kubas aufwies, in der man einen Sklavenaufstand befürchtete, da der Entdecker des Manuskript José Antonio Echeverrías ein heftiger Gegner der Sklaverei war, und da das Manuskript eine empfindliche Lücke von fast 200 Jahren bei der Konstruktion einer literarischen kubanischen Identität füllte, wurde seine Authentizität öfter angezweifelt; es zeigt jedoch tatsächlich Einflüsse kanarischer Autoren der Entstehungszeit. Auch dem Literaten, Kritiker und Gegner der Sklaverei Domingo del Monte (1804–1853) wurde das Werk gelegentlich zugeschrieben.
Im Werk des ersten kubanischen Historikers José Martín Félix de Arrate y Acosta (1701–1765) spiegeln sich bereits die sich zuspitzenden Konflikte zwischen der Krone und dem kreolischen Bürgertum. Sein Hauptwerk Llave del Nuevo Mundo („Schlüssel zur Neuen Welt“, eine Beschreibung und Geschichte Havannas von 1761) wurde jedoch erst 1830 veröffentlicht.
1776 wurde das erste Theater Kubas gegründet; die ersten Zeitschriften erschienen 1782. Um 1790 setzte eine zunächst bescheidene Literaturproduktion ein, die vom europäischen Neoklassizismus und dann von der Romantik beeinflusst wurde.

### Nationale Romantik und Unterdrückung der liberalen Opposition

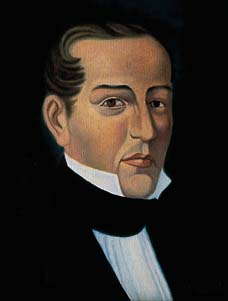
José Maria Heredia (um 1834/35)

Die romantische kubanische Lyrik gehört zu den wichtigsten Leistungen der jungen lateinamerikanischen Literatur. Sie ist eng verbunden mit der Entstehung eines liberalen Bürgertums. Aners als in anderen lateinamerikanischen Ländern – bedingt durch die Königstreue der Insel und den Sieg der absolutistischen Kräfte in Spanien 1823 – mussten in Kuba schon in der ersten Hälfte des 19. Jahrhunderts Autoren, die sich für die Unabhängigkeit und die Werte der Aufklärung einsetzten, ins Exil gehen. Dazu gehörten der Gründer von El Habanero, der katholische Priester, Theologe, Naturwissenschaftler und Schriftsteller Félix Varela (1788–1853), Vertreter der Insel bei den spanischen Cortes, der von Spanien in die USA floh (seit 2012 ein Kandidat für die Seligsprechung) wie auch der von italienischen und deutschen Vorbildern beeinflusste Lyriker José María Heredia, der als frühester großer Romantiker des amerikanischen Kontinents gelten kann und oft als kubanischer Nationaldichter bezeichnet wird. Als Teilnehmer einer Verschwörung wurde er denunziert und ging 1823 ins US-amerikanische und später ins mexikanische Exil, von wo er nur zwei Jahre vor seinem Tode nach Kuba zurückkehren konnte. Sein bekanntestes Gedicht ist die 1824 entstandene Oda al Niágara („Ode an den Niagara“) im romantisch-neoklassizistischen Stil. Gelegentlich wird er mit Walt Whitman verglichen.

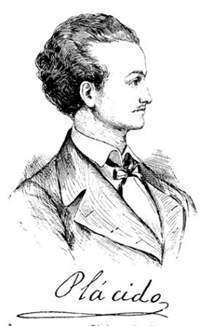
Placído

Der afrokubanische romantische Lyriker Gabriel de la Concepción Valdés, bekannt unter seinem Pseudonym Placído, wurde aufgrund falscher Anschuldigungen im Sklavenaufstand 1844 hingerichtet. Seine Gedichte erreichen nicht die Qualität der Arbeiten von Heredia, ihre Sprache ist jedoch natürlicher; er kann als Vorläufer des kubanischen Kreolismus gelten.
Neben dem politischen und historischen Essay entwickelten sich andere Prosaformen erst langsam. Félix Varela, der gegen die Sklaverei kämpfte (früher auch José María Heredia oder dem Spanier Félix Mejia, für dessen Autorenschaft bestimmte orthographische Merkmale sprechen) wird der vermutlich erste historische Roman in spanischer Sprache Jicoténcal zugeschrieben. Diese mit neoklassischen Motiven versehene (aufrechte Helden, die durch verräterische Schurken geopfert werden), aber im romantischen Stil geschriebene Geschichte über die Eroberung Mexikos durch Hernán Cortés mit Hilfe der Tlaxcalteken war ein Thema, das deutlich aktuelle Bezüge aufwies, indem es eine kreolische Identität postulierte und den Aufbau eines tugendbasierten politischen Systems jenseits der Rückkehr zur vorkolumbianischen Zeit und jenseits des spanischen Kolonialismus nahelegte.
Auch die Autobiographie des Juan Francisco Manzano und Dichters, die er noch als Sklave im Jahr 1835 schrieb, ist ein Zeugnis der Kämpfe dieser Zeit, in der die nach Unabhängigkeit strebenden Kräfte immer wieder vor der Auseinandersetzung mit der spanischen Krone zurückschreckten, weil sie ein mögliches Chaos durch Sklavenaufstände fürchteten. Anselmo Suárez y Romero (1818–1878) verfasste 1838/39 den erst 40 Jahre später veröffentlichten Roman Francisco, in dem er die Sklavenhaltung kritisierte. Auch Félix Tanco gehörte zu den radikalen Kritikern der spanischen Kolonialverwaltung auf Kuba. 1838 veröffentlichte der den Roman Petrona y Rosalía, mit dem er sich als erster Literat mit einem fiktionalen Werk gegen die Sklaverei wandte. 1869 ging er in die USA. 1841 veröffentlichte die aus Kuba stammenden Autorin Gertrudis Gómez de Avellaneda in Spanien der Roman Sab (dt. Ausgabe 1997). Darin thematisierte sie nicht nur die Rechtlosigkeit der schwarzen Sklaven, sondern auch die der Frauen. Der Publizist und Kritiker Domingo del Monte, ein Förderer Manzanos, musste Kuba 1843 verlassen, weil er angeblich einen Sklavenaufstand provozieren wollte. Der romantische Dichter und Schriftsteller Juan Clemente Zenea lebte zeitweise im amerikanischen Exil, kehrte aber heimlich nach Kuba zurück; er wurde 1871 in Havanna hingerichtet. Cirilo Villaverde, Verfasser des bedeutenden costumbristischen Romans Cecilia Valdés (teilweise publiziert 1839, endgültige Version New York 1882; verfilmt 1981), musste ebenfalls in die USA emigrieren. In dieser Zeit der sich verschärfenden Krise entstand sein Roman über die verhinderte Beziehung zwischen einer Mestizin und einem Angehörigen der weißen Oberschicht vor dem Hintergrund politischer Despotie, eines Sklavenaufstands und der Ausrottung der letzten Indigenen. Villaverde entwirft die Utopie einer multiethnischen kubanischen Identität; er kann zu den Vorläufern des lateinamerikanischen Indigenismo oder Indianismo gezählt werden, der in den 1920er Jahren einen Höhepunkt erreichte. Die überarbeitete zweite Ausgabe 1882 spiegelt die Frustrationen des Exils wider.
Gertrudis Gómez de Avellaneda wird großer Einfluss auf die romantische Bewegung und den Roman Kubas und Lateinamerikas zugeschrieben, obwohl sie bereits in jungen Jahren nach Spanien auswanderte. Während der zweimonatigen Schiffsreise schrieb sie ihren ersten Roman Sab, sozusagen ein Vorläufer von Onkel Toms Hütte, der sich gegen die Sklaverei richtete. Ihr Aufbegehren gegen die sozialen Konventionen und die Durchsetzung eines eigenen Lebensstils machen sie aus heutiger Sicht zur Protagonistin der feministischen Bewegung in Kuba und Spanien. In Spanien wurde sie vor allem durch Theaterstücke bekannt.
Während der gesamten zweiten Jahrhunderthälfte bekämpften sich die „Annexionisten“, insbesondere die Zuckerplantagen-Besitzer, die den freien Handel und den Anschluss als Bundesstaat an die USA forderten und teils auch gewaltsam betrieben, die „Separatisten“, die die Unabhängigkeit von Spanien verlangten, und die Monarchisten, die der spanischen Krone die Treue hielten, nicht nur auf politischem, sondern auch auf literarisch-publizistischem Terrain, wobei Vertreter aller Parteien oft die Fronten wechselten. Bis zum Ende des Jahrhunderts stieg die Abhängigkeit Kubas von den USA, die 90 Prozent der Zuckerernte abnahmen, ununterbrochen an. Die Insel wurde dadurch monokulturell deformiert. So entstand bereits vor der Annexion durch die USA eine antiamerikanische Bewegung, die sich auch in der stark politisierten Literatur niederschlug.

### Anfänge des Modernismo
José Martí, der Held der Unabhängigkeitskriege 1868–1898, wurde als Jugendlicher nach Spanien deportiert und lebte später im Exil. Er veröffentlichte 1882 seine Gedichtsammlung Ismaeilillo, ein frühes Zeugnis des eigenständigen lateinamerikanischen Modernismo. Im Unterschied zu seinem nicaraguanischen Kollegen Rubén Darío erteilte er den europäischen Vorbildern eine Absage und forderte im Sinne eines antiimperialistischen Panamerikanismus eine Hinwendung zu den präkolumbischen Kulturen. Einer der wichtigsten kubanischen Vertreter des Modernismo war Julián del Casal; erwähnenswert sind auch die Brüder Federico Uhrbach und Carlos Pío Uhrbach, der in die USA emigrierte und 1897 im Unabhängigkeitskrieg fiel.
Aber auch eine realistische, unsentimentale Erzähltradition wurde Ende des Jahrhunderts von Ramón Meza y Suárez Inclán (Mi tío el empleado, 1887) begründet.

## Von der Gründung der Republik 1902 bis zur Revolution 1959
Schon bald nach Gründung der Republik, bei der eine Gewaltherrschaft durch ein pseudodemokratisches, von den USA abhängiges Regime ersetzt wurde, geriet die kubanische Literatur in eine Identitätskrise. Das lyrische Werk Julián del Casals übte weiterhin einen großen Einfluss aus, vor allem auf Federico Uhrbach (Resurrección, 1916); doch die Mehrzahl der Schriftsteller wandte sich frustriert von Modernismo und Neoromantik ab und der Sozialkritik zu. Der romantische Costumbrismo, der in Zentralamerika und Kuba bis nach 1900 nachwirkte, wurde durch den Sociologismo, eine sozialrealistische Strömung, die alle Phänomene des Lebens als sozial determiniert betrachtete und damit dem frühen Naturalismus nahestand. Die Autoren dieser Phase waren – so der Romancier, Essayist und Literaturwissenschaftler Alberto Garrandés – sensible Seismographen der Gesellschaft, aber blind für das Unbewusste. Zu den Vertretern zählen Jesús Castellanos, der 1898 aus dem mexikanischen Exil zurückkehrte, nur um Kuba 1904 wieder zu verlassen, und der Erzähler, Romancier, Dramatiker und Diplomat Alfonso Hernández Catá mit seiner verspielt-eleganten Prosa, die die Neurosen der Bürger spiegelt und formal noch Anklänge an den Modernismo erkennen lässt, aber auch von der novela gótica und der amerikanischen Short Story beeinflusst ist. Dazu gehört auch Enrique Serpa, Publizist, Dichter und führendes Mitglied der Künstlergruppe Grupo minorista. Diese Autoren bereiteten den Boden für die moderne kubanische erzählende Literatur.

### Prosa
Die erzählende Literatur der 1930er bis 1960er Jahre, in der der Avantgardismus kaum Spuren hinterließ, ist nach Alberto Garrandés durch vier Varianten des Realismus geprägt:
- Realismo rural imaginativo: Vertreter waren vor allem Castellanos und Rodríguez (Roman Ciénaga, Madrid 1937). Das einfache Leben auf dem Land und das des Bauern erhalten den Rang des Archetypischen, wobei die Welt der Afroamerikaner noch weitgehend ausgespart wurde.
- Realismo urbano, der die Welt des Arbeiters und kleinen Angestellten beschrieb, was nicht immer gelang. Die Erzähler blieben oft an der Oberfläche der Dinge, gingen ihnen nicht auf den Grund. Ihr Realismus bewegte sich im häuslich-urbanen Milieu und gründete auf einer Ästhetik des Schlichten und des Alltags. Vertreter in Kuba waren Guillermo Cabrera Infante, Calvert Casey, der erst 1959 aus den USA nach Kuba einwanderte, ferner Humberto Arenal und Antonio Benítez.
- Realismo metafísico, der sich dem Inneren des Subjekts zuwendet, seinen Abgründen und seinem essentiellen Anders-Sein. Vertreter dieser dem Existenzialismus verwandten Strömung in Kuba waren Labrador Ruíz, Rodríguez Tomeu und der im argentinische Exil von Jorge Luis Borges beeinflusste Virgilio Piñera, der auch als Dramatiker wirkte.
- Realismo mitopoético, auch Nativismo mit der mythischen Erhöhung des „wunderbar-wirklichen“ alltäglichen Lebens der autochthonen Bevölkerung oder historischer Ereignisse, in denen ein heroisches Subjekt gegen feindliche Mächte in Natur oder Gesellschaft kämpft. Als dessen in Europa bekanntester Vertreter gilt der vom Pariser Surrealismus beeinflusste Alejo Carpentier (El reino de este mundo, 1949). Mit dem „Wunderbar-Wirklichen“ beschreibt er den Grundgedanken des Magischen Realismus, der einen überaus bedeutsamen Einfluss auf die Entwicklung einer eigenständigen lateinamerikanischen Literatur hatte. Während in verschiedenen lateinamerikanischen Ländern die Wertigkeit der  indigenen und prähispanischen Völker und ihrer Kulturen thematisiert wurde, waren diese auf Kuba und in anderen Regionen der Karibik schon sehr früh durch europäische Zuwanderung ausgerottet und zerstört worden. An ihre Stelle trat in Literatur und Kunst die afrokubanische Bevölkerung und ihre Kultur. Diese ist nicht so stark auf das vermeintlich „Reale“ fokussiert, sondern auf Magie, Geisterglauben, Träume, das Sinnliche, Wort- und Lautspielereien, Rhythmus und Tanz, die von eindringlichen Musikinstrumenten wie der Conga geprägt sind. Reales und Surreales verschmelzen, die Wahrnehmung des Alltäglichen verändert sich, wenn das Magische zugelassen wird. Alejo Carpentier macht so afrokubanisches Leben und Empfinden seinen Lesern zugänglich und beeinflusst damit selbst wiederum den Surrealismus.[16]

Diese allerdings auch als pseudo-afroamerikanisch kritisierte Spielart des Realismus ist mit dem peruanischen Indigenismo vergleichbar. Auch der mit barocker Sprachphantasie begabte Lezama Lima, dessen Roman Paradiso die Kritiker polarisierte, aber von El Mundo zu den besten 100 Romanen des 20. Jahrhunderts in spanischer Sprache gezählt wird, sodann der von Hemingway beeinflusste Lino Novás Calvo und Ezequiel Vieta können dieser Strömung zugerechnet werden. Die Anthropologin Lydia Cabrera veröffentlichte 1940 ihre e Sammlung traditioneller afrokubanischer Geschichten (Cuento negros de Cuba), die schon 1936 in französischer Sprache in Paris erschienen war.
Die 1940er und frühen 1950er Jahre wurden zum „goldenen Jahrzehnten“ der kubanischen Kurzgeschichte, die in einer Phase vorübergehender Hochkonjunktur, Sozial- und Bildungsreformen viele Leser in den Mittelschichten fand. In die 1940er Jahre fiel auch die Wiederentdeckung der Spuren indianischer Kulturen auf Kuba. Fernando Ortiz Fernández befasste sich ihren verschiedenen Ausdrucksformen und brachte das Konzept der Transkulturalität in die Diskussion ein, das jedoch in der erzählenden Literatur noch geringen Niederschlag fand. Hier gingen andere Autoren von den Antillen, insbesondere auch aus Martinique voran.

### Lyrik

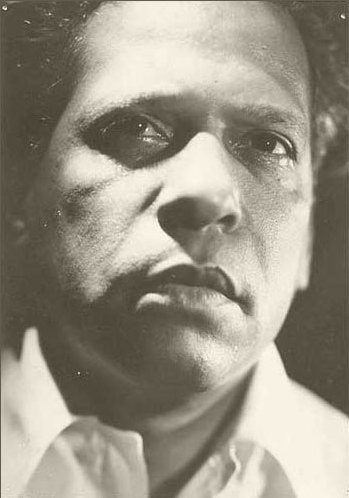
Nicolás Guillén (1942)

Zwischen 1923 und 1933 entwickelte sich gleichzeitig der lateinamerikanische Avantgardismus und beeinflusste die Lyrik (und die Musik) durch die Befreiung von grammatischen Regeln, freie Versbildung und reiche Metaphorik. Stilmittel des Negrismo – dem haitianischen vergleichbar – ist die afroamerikanische Rhythmik. Die ersten Gedichte afroamerikanischer Autoren wurden 1925 veröffentlicht. Nicolás Guillén, bekannt geworden vor allem als Lyriker, hat als erster die afroamerikanische Kultur Kubas für die Literatur erschlossen. Seine Werke (Motivos de Son, 1930, Sóngoro Cosongo 1931) sind von der kubanischen Musik, dem Son, inspiriert; die „Mestizaje“, also die Vermischung der europäischen und afrikanischen Rasse, ist eines seiner Hauptthemen. Seit 1953 hielt er sich überwiegend im Ausland auf; 1958 emigrierte er in Paris, da er mit seiner Verhaftung rechnen musste. Nach der Revolution 1959 kehrte er nach Kuba zurück und wurde Präsident des Schriftstellerverbandes.
Deutlich im Schatten von Guillén standen die negristischen Lyriker Ramón Guirao und Marcelino Arozarena Ramos (1912–1996). Der als Prosaist berühmte Lezama Lima trat auch als einflussreicher Lyriker, als Gründer und Herausgeber von Literaturzeitschriften (Orígenes) und Kulturfunktionär hervor. Ebenfalls zur einflussreichen Gruppe um Orígenes gehörte der Lyriker, Autor von Kurzgeschichten und Übersetzer russischer Schriftsteller Eliseo Diego (1920–1994). An der neoromantischen Tradition lange fest hielt Emilio Ballagas (1908–1954), der in seinem Frühwerk als Vertreter der poesía pura auftrat und auch als Literaturwissenschaftler bekannt wurde. Die Lyrik der eher unpolitischen, vom Magischen Realismus geprägten Cervantespreisträgerin Dulce María Loynaz ist als Parallelentwicklung zum realismo mitopético zu verstehen.
Während des spanischen Bürgerkriegs hielt sich der spanische Dichter und Nobelpreisträger Juan Ramón Jiménez 1937/38 zeitweise in Kuba auf, wo er Konferenzen organisierte und große Erfolge feierte. Sein Besuch übte einen starken Einfluss auf junge kubanische Lyriker aus.

## 1959 bis 1993
Obwohl einige Autoren wie der Erzähler Lino Novás Calvo und der Lyriker Gastón Baquero bald nach der Revolution Kuba verließen, wurde Havanna kurzfristig ein Literaturzentrum Lateinamerikas mit starker Ausstrahlung auf Lateinamerika und Europa. Andere Autoren kehrten nach Kuba zurück, so z. B. Umberto Arenal aus dem US-amerikanischen Exil. 1959 wurde das Kulturzentrum Casa de las Américas mit angeschlossenem Verlag gegründet, das die Zusammenarbeit mit anderen lateinamerikanischen Künstlern und Einrichtungen fördern sollte. 1960 ging der Premio de las Casas Américas aus einem Literaturwettbewerb hervor und wurde seither jährlich an einen lateinamerikanischen Schriftsteller verliehen (u. a. 1962 an Heberto Padilla für El justo tiempo humano).
Mitte der 1960er Jahre setzte unter staatlichem Druck eine Politisierung der Literatur ein. Es entstand ein Typ von Erzählungen, der sich mit Themen der Revolution befasste. Die Schweinebuchtinvasion, der Kampf gegen „Banditen“, die Alphabetisierungskampagne und das Alltagsleben in Kuba waren vorrangige Themen der Literatur der revolutionären Epoche. Die kubanische Literatur sollte in dieser Phase eine unmittelbare soziale Mission erfüllen. Als Vertreter dieser Epoche gelten Jesús Díaz, Norberto Fuentes, der später Berichte über die kubanischen Militäroperationen in Afrika verfasste und 1994 in die USA emigrierte, Enrique Cirules (1938–2016), Eduardo Heras León (* 1940), Julio Travieso (* 1940), ferner Arturo Chinea, Manuel Cofiño und der Literaturwissenschaftler Sergio Chaple (* 1939), der das Havanna der 1950er Jahre als eine Hochburg der Mafia und der US-Geheimdienste schilderte. In diese Zeit fällt auch die Veröffentlichung von Miguel Barnets Biografía de un Cimarrón (1966).
Nach dem Nationalen Kongress der Erziehung und Kultur 1971 änderte sich die Situation einschneidend. Die zunehmende staatliche Reglementierung der Kunst führte dazu, dass nur wenige Autoren sich außerhalb der erwarteten Norm bewegten. Dazu zählen der in die USA ausgewanderte Science-Fiction-Autor und Luftfahrtjurist Ángel Arango (1926–2013), der Autor fantastischer, später realistischer Erzählungen Miguel Collazo (1936–1999) oder der von Ernest Hemingway beeinflusste, auch als Radio- und Drehbuchautor bekannt gewordene Onelio Jorge Cardoso mit seinen transzendental überhöhten Schilderungen des Alltagslebens der Fischer und Landarbeiter. Insgesamt dominierte während der nächsten 10 Jahre die Mittelmäßigkeit. Viele Schriftsteller verließen in den „grauen fünf Jahren“ das Land, so u. a. 1980 der bedeutende Lyriker Heberto Padilla, ein scharfer Regimekritiker, der trotz Fürsprache vieler Prominenter verfolgt, inhaftiert und erst 2013 rehabilitiert wurde. Carpentier behielt jedoch die magisch-indigene Perspektive auf die kubanischen Diktaturen der Zeit vor 1959 auch in seinen späteren Werken bei (El recurso des método 1974, dt.: Staatsraison).
Gegen Ende der 1970er Jahre entwickelte sich ein Erzählstil, der sich in einer erneuerten Technik und einer neuen Darstellungskraft ausdrückte. Zu nennen sind Gustavo Eguren, Guillermo Prieto, Miguel Collazo, Eduardo Heras. In den 1980er Jahren rückten die Emotionen der literarischen Figuren in den Vordergrund der Darstellung. Vertreter dieser Zeit sind Miguel Mejides (1950–2018), Félix Luis Viera (* 1945), Francisco López Sacha (* 1950), Luis Manuel García Méndez (* 1954) und Reinaldo Montero (* 1952). 1982 wurde der Premio Nacional de Literatura de Cuba (Kubanischer Staatspreis für Literatur) des kubanischen Kultusministeriums ins Leben gerufen. Der Empfang eines Kulturpreises begünstigt die Schriftsteller bei der Papierzuteilung, was wichtig ist, da Honorare für Veröffentlichungen in Kuba gar nicht oder kaum gezahlt werden. Erster Staatspreisträger war Nicolás Guillén.

## Die Zeit nach der Wirtschaftskrise 1993: die „Novísimos“
Das Werk und die entscheidende Rolle des Dichters und marxistischen Literaturtheoretikers Roberto Fernández Retamar, der seit 1986 die Leitungsfunktion der Casa de las Américas innehatte und die Literatur Kubas als Dritte-Welt-Literatur gegen den europäischen Ästhetizismus zu positionieren versuchte, waren stark umstritten.
Mit der kulturpolitischen Liberalisierung der 1980er Jahre ging die Gründung von Schreibwerkstätten einher, in denen eine neue Generation von Autoren ausgebildet wurden, die sich nicht mehr an der Literatur der 1970er und 1980er Jahre orientierten: die Novísimos, zu der u. a. der vielseitige Erzähler, Romancier, Essayist und Herausgeber zahlreicher Anthologien Alberto Garrandés (* 1960) gehörte.
Diese Epoche des Aufbruchs und der literarischen Werkstätten überlebte die Krise der frühen 1990er Jahre nicht beendet, hatten doch die Autoren die Regeln der traditionellen Erzählungen offenbar nur erlernt, um sie zu verletzen – auf sehr unterschiedliche Art und mit unterschiedlichen sprachstilistischen Ausprägungen. Das unterscheidet sie von der vorherigen Erzählergeneration, die die traditionellen Regeln beherrschten und respektierten, jedoch nicht immer mit künstlerisch gelungenem Ergebnis.
Umso bemerkenswerter ist, dass die jüngeren Autoren – geboren um 1958 bis 1966 – trotz der drohenden gesellschaftlichen Lähmung und der verschärften wirtschaftlichen Situation nach dem Zusammenbruch der Sowjetunion, die 1993 ihren Höhepunkt erreichte, zu den Vorbildern der Avantgarde zurückkehrten. Sie orientierten sich an europäischen Schriftstellern, tauchten ein in die Trivialkultur, die Welt der Frau, den Minimalismus, die westliche Philosophie, die Welt des Sex, der Armut und der Nacht. Die Autoren der 1990er Jahre erhoben einen Führungsanspruch durch extrem provokative, disparate Texte, die thematisch und formal ein breites Spektrum bilden, und versuchten dadurch ihre kreative Individualität zu bewahren. Teils wurden ihre Arbeiten im Internet verbreitet, das damit Funktionen erfüllte, die die Presse nicht übernehmen durfte – wohl auch wegen Papiermangel.
Als Romancier wurde der Maler und Bildhauer Pedro Juan Gutiérrez bekannt durch seine Trilogía sucia de La Habana (1999), die das pulsierende Leben und den Sexus im Zentrum Habanas thematisiert. Ein weiterer Vertreter des „schmutzigen Realismus“ ist Fernando Velázquez Medina (* 1951) mit seinem experimentellen Roman Última rumba en La Habana (2001), der in New York erschien. Zu dieser Generation zählen auch der später zu einer Haftstrafe verurteilte Ángel Santiesteban Prats (* 1966), die in Kuba und im Ausland für ihre Erzählungen und Romane vielfach ausgezeichnete Ena Lucía Portela (* 1972), der Science-Fiction-Autor José Miguel Sánchez (* 1967, bekannt als Yoss), der Schriftsteller und Drehbuchautor Eduardo del Llano (* 1962), der Fantasy-Autor Ernesto Santana (* 1958), der 2010 den tschechischen Franz-Kafka-Preis erhielt; ferner der in seinem krass-realistischen Stil sich dem Cyberpunk nähernde Raúl Aguiar (* 1962), der international bekannte Dramaturg Atilio Caballero (* 1959) und der Verfasser von Kurzgeschichten Armando Abreu Morales (Cara y Cruz 1997). Die Arbeiten von Alexis Díaz Pimienta (* 1966) wurden in mehrere Sprachen übersetzt; sie stehen in der Tradition der absurden Literatur, beziehen sich jedoch wie etwa seine berühmte Kurzgeschichte La guagua (2002) deutlich auf die kubanische Realität. Der mit vielen Preise ausgezeichnete Autor konzentrierte sich in den letzten Jahren auf das Schreiben von Romanen.

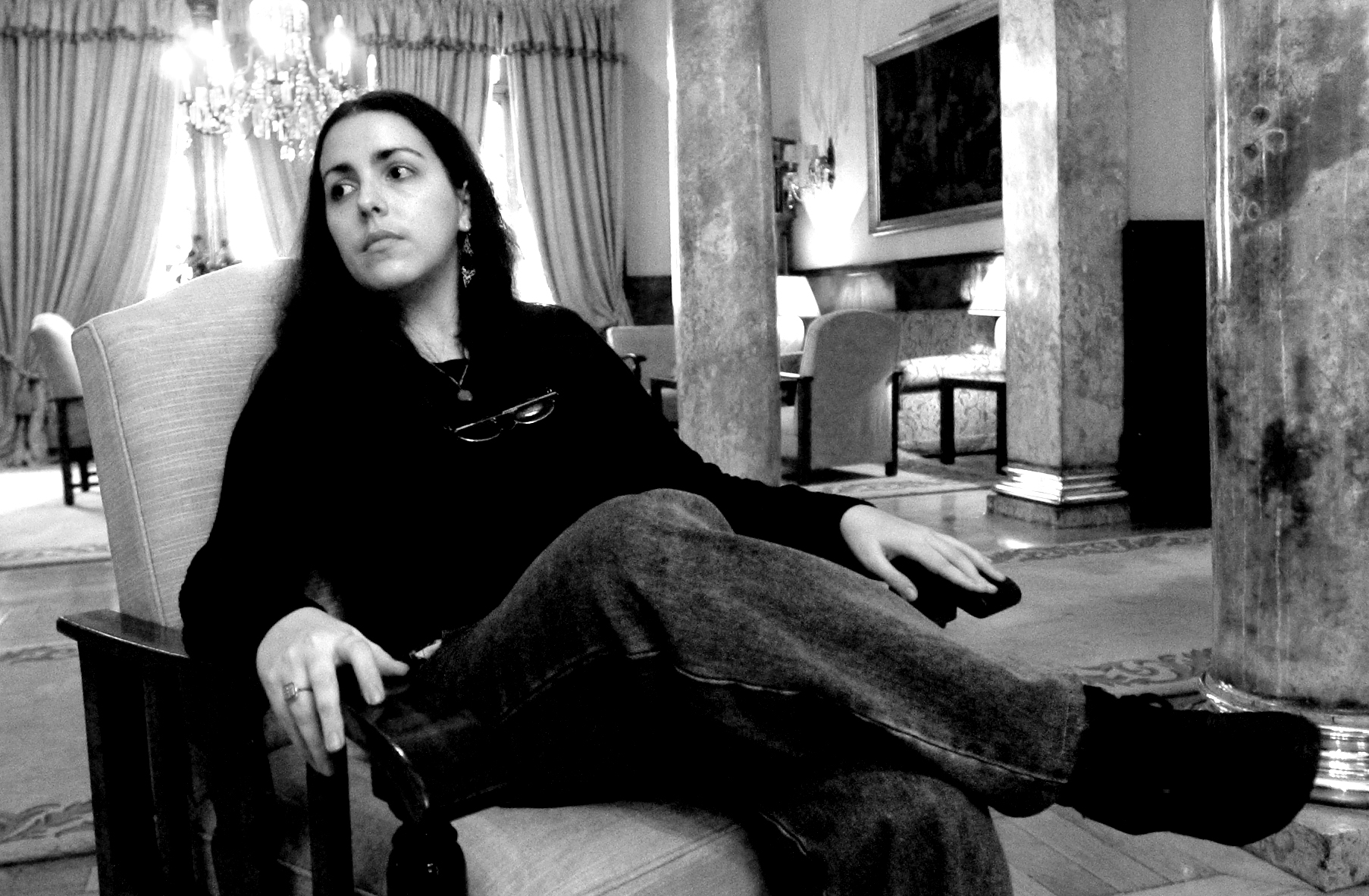
Ena Lucía Portela

Zu den eher etablierten, bereits seit den 1980er Jahren aktiven Autoren gehört Arturo Arango (* 1955), Direktor der Casas de las Américas, der in El libro de la realidad (2001) aktuelle politische Probleme anpackte und auch als Drehbuchautor arbeitet.
In Folge der politisch-wirtschaftlichen Krise und allgemeinen Mangelsituation um 1993/94 kam es zu einer neuen Auswanderungswelle; viele Autoren verstummten auch zwangsweise. Ángel Santiesteban, zunächst hochdekoriert, hatte seit den 1990er Jahren Publikationsverbot und wurde 2013 verhaftet. Auch Fernando Velázquez Medina musste in die USA emigrieren. Andere Autoren publizierten zeitweise nur noch im Ausland, so Leonardo Padura (Pasado Perfecto, Mexiko-Stadt 1991) und Wendy Guerra. Immer wieder politisch unter Druck gesetzt und dann wieder ausgezeichnet wurden die Erzählungen von Jorge Luis Arzola (* 1966). Seinen ersten Roman musste er bereits nach seiner Emigration 2002 in Deutschland fertigstellen.
In den letzten Jahren kamen verschiedene vernachlässigte oder exilierte Autoren in Kuba zu neuen Ehren. So erhielt Leonardo Padura, der durch populäre, durchaus regimekritische historische und Kriminalromane bekannt wurde, 2012 den Staatspreis. Auch der regimekritische Pedro Juan Gutiérrez publiziert weiter in seinem Heimatland und Fernando Velázquez Medinas Roman El mar de los caníbales durfte wieder in Kuba erscheinen.
Seit 1992 findet jährlich eine nichtkommerzielle internationale Buchmesse in Havanna statt. Sie ist die zweitgrößte Lateinamerikas nach der im mexikanischen Guadalajara. Deutschland sollte im Jahr 2004 Gastland der Messe werden, was durch eine Intervention der Bundesregierung verhindert wurde. 2013 erschienen in Kuba mehr als 1000 neue Bücher. Seit etwa 2000 kam es auch wieder zu einer verstärkten Übersetzungstätigkeit ins Deutsche.

## Neuere Exilliteratur
Unter den zahlreichen Vertretern der Exilliteratur sind v. a. zu erwähnen: die Symbolfigur des Widerstands gegen Fidel Castro, der Romancier (dt.: Drei traurige Tiger 1987) und Drehbuchautor Guillermo Cabrera Infante, der 1965 nach Madrid und dann nach London emigrierte, ferner der bereits genannte Heberto Padilla, der sich in den USA als Herausgeber von Exilliteratur betätigte, Reinaldo Arenas Fuentes, der – als Nonkonformist und Homosexueller diskriminiert und verfolgt – seine ersten Werke nur im Ausland veröffentlichen konnte und 1980 in die USA emigrierte. Rolando Sánchez Mejías ging 1997 nach Spanien. Jesús Díaz lebte in Berlin und Madrid. Mehrere seiner Bücher wurden ins Deutsche übersetzt, zuerst Die Initialen der Erde 1990. Miguel Sales und Zoé Valdés (* 1959) emigrierten nach Paris emigrierten. Ins Deutsche übersetzt wurden u. a. Valdés’ Romane La nada cotidiana (1995; Das tägliche Nichts) und Café Nostalgia (1997; deutsch: Café Cuba).
In ihrer Analyse der kubanischen Exilliteratur in Paris kommt Andrea Gremels zu dem Schluss, dass die Erfahrung der doppelten Nichtzugehörigkeit und die sprachliche Isolation einerseits einen Kreativitätsschub auslösen, aber die Autoren zugleich von Kuba als dem verlorenen Paradies träumen lassen. Schwer zu beurteilen ist, ob es sich dabei um eine Nationalliteratur in der Diaspora, eine transkulturelle Exilliteratur oder eine transkulturalisierte (Welt-)Literatur handelt. So hat sich in Paris das Milieu einer „kubanische Frankophonie“ um Eduardo Manet und andere herausgebildet.
Der Lyriker Eliseo Diego (1920–1994) und sein Sohn Eliseo Alberto (1951–2011), Preisträger des Premio Alfaguara für Romane in spanischer Sprache, gingen nach Mexiko. José Manuel Prieto, der in Nowosibirsk studierte und mehrere Bücher aus dem Russischen ins Spanische übersetzte, wurde mit seinem in mehrere Sprachen übersetzten zweiten Band seiner Russland-Trilogie (Liwadija 1999, deutsch 2004) bekannt. Er lebte seit 1994 in Mexiko und seit 2004 in New York. Àngel Arango (1926–2013), dessen Science-Fiction-Romane in den 1980er Jahren unerwünscht waren, ging erst 2009 nach Miami, wo er bis zu seinem Tode lebte. Auch Carlos Pintado wanderte bereits mit 23 Jahren 1997 in die USA aus, schreibt aber seine Gedichte und Erzählungen weiter in spanischer Sprache.
Antonio Orlando Rodríguez (* 1956), ursprünglich Kinder- und Jugendbuchautor, später Verfasser von Drehbüchern für das Fernsehen und Literaturkritiker, ging 1991 nach Costa Rica, dann nach Kolumbien und 1999 in die USA. 2008 erhielt er den Premio Alfaguara für seinen Roman Chiquita. Der Roman- und Kriminalautor Ronaldo Menéndez emigrierte nach Spanien. Sein kurzer Roman Las bestias (2006) ist ein Beispiel des „schmutzigen Realismus“, einer surrealistische Züge annehmende Beschreibung von Gewalt, Horror, Bestialität, und Paranoia.